# Cremastosperma panamense
Cremastosperma panamense är en kirimojaväxtart som beskrevs av Paulus Johannes Maria Maas. Cremastosperma panamense ingår i släktet Cremastosperma, och familjen kirimojaväxter. IUCN kategoriserar arten globalt som otillräckligt studerad. Inga underarter finns listade i Catalogue of Life.